# 大宮守人
大宮 守人（おおみや もりと、1919年2月13日 - 2000年4月29日）は、日本の料理人。ラーメン店『味の三平』初代店主。
札幌の味噌ラーメンの発明者。

## 人物
北海道旭川市出身。戦前 - 戦中は南満州鉄道に機関士として勤務し、戦後の1948年（昭和23年）より札幌でつぶ貝とうどんを出す屋台を始めた。隣には後に有名なラーメン店『龍鳳』を出す松田勘七が、ラーメンの屋台を出して繁盛していた。松田の薦めもあり、大宮も松田の店での修業を経て、1950年（昭和25年）には札幌市中央区南7条西3丁目のすすきのに『味の三平』を開店。同じ敷地に同じ頃、松田も『龍鳳』を始める。
その後大宮は、雑誌『リーダーズ・ダイジェスト』に掲載された、スイスの食品メーカー・マギー社の社長の文章を目にして衝撃を受ける。内容は味噌の効用を高く評価した上で「日本人はもっとこれを料理に活用するべき」と述べたもので、それ以来、大宮は味噌を用いたラーメンの開発に従事する。日本各地から味噌を取り寄せたり、試作品を常連客に出して意見を聴くなど試行錯誤を重ねた末、1955年（昭和30年）に「味噌ラーメン」の開発に成功。同年、雑誌『暮らしの手帖』で、同誌編集長の花森安治が『味の三平』を紹介したことから、店の知名度は全国的なものとなり、さらに繁盛することとなる。大宮が味噌ラーメンを正式に店のメニューに載せたのは1963年（昭和38年）のことで、これは旧友で大通の「熊さんラーメン」の店主であった大熊勝信の薦めによるものであった。なお、特別メニューの豚汁を客の要望でラーメンに入れたことにヒントを得たという都市伝説が流布しているが、これは誤りであるという。
後に、味噌ラーメンは『味の三平』以外のラーメン店でも出されるようになり、『札幌ラーメン』の定番となるとともに『ラーメン』の主要なジャンルとなる。
2000年4月29日、肺炎のため81歳で死去。『味の三平』は息子の秀雄が継ぎ、札幌市中央区南1条西3丁目にて現在も営業を続けている。
なお、2001年1月24日の日本テレビの『知ってるつもり?!』で、『札幌ラーメン物語』が放送され、最重要人物として大宮守人が登場する。

## 大宮守人と味噌ラーメン
味噌ラーメンとは、味噌汁にラーメンを入れたのではなく、豚骨などでとった出汁にラーメンに合う味噌を厳選し、各ラーメン店の工夫を凝らした一品料理である。隠し味にニンニクを入れている。大宮守人は、味噌ラーメン開発の際に縮れ麺を採用したとされ、具材には栄養のバランスを考えて、長ネギ、玉ネギ、モヤシ、キャベツなどを使用した。さらに、味噌味の場合はチャーシューの代わりに挽肉を用いた。これらのスタイルが、札幌ラーメンの基本形の一つとなっている。また、それまでのラーメン屋が麺を茹でる燃料として専ら木炭を用いていたのに対し、大宮は機関士時代の経験から石炭を使用することを思い立ち、短時間で効果的に茹でる方法を生み出した。
中国では、味噌ラーメンに類似した『担担麺』があり、甜麺醤や芝麻醤および豆板醤で作られたタレが、麺にかけられたり汁に入れられたりするような料理も普及している。だが、その多くは汁が少なく、味も当時の日本人好みではなかったことから、大宮守人の『味噌ラーメン』発明までは、日本では『味噌ラーメン』のようなラーメンは普及しなかった。
日本人の味覚に合わせた『味噌ラーメン』の発明者として、大宮の日本でのラーメン史での貢献は大きい。

## 参考資料
- 富岡木之介著 『さっぽろラーメン物語』まんてん社、1977年
- 『朝日新聞北海道版』1969年6月1日、「朝日新聞北海道支社10周年記念特集 - 十年前のわたし（大鵬幸喜・三浦綾子・姿美千子・大宮守人）」